# آلفين ر. داير
آلفين ر. داير (بالإنجليزية: Alvin R. Dyer)‏ هو مبشر أمريكي، ولد في 1903 في سولت ليك في الولايات المتحدة، وتوفي في 6 مارس 1977.